# نانا كاغا
نانا هيل كاغا ماكفيرسون (بالإنجليزية: Nana Hill Kagga Macpherson) (6 أبريل 1979)، هي مُمثلة ومُخرجة وكاتبة سيناريو ومُهندسة بتروليات ومُتحدثة تحفيزية أوغندية. شاركت في عدة أعمال تلفزية وسينمائية أبرزُها مُسلسل «الحياة» (بالإنجليزية: The Life)، كما شاركت بدور صغير في إحدى أفلام ستار تريك. هذا بالإضافة إلى اشتغالها ككاتبة ومُنتجة تنفيذية في مُسلسل «تحت الأكاذيب» (بالإنجليزية: Under The Lies).
كانت نانا إحدى أعضاء لجنة تحكيم مُسابقة ملكة جمال أوغندا لسنة 2018.

## طفولتها ونشأتها
وُلدت نانا كاغا في نيروبي في 6 أبريل 1979، لأبوين أوغنديين، وقد كان ذلك في عهد الرئيس عيدي أمين. نشأت نانا في أوغندا وسط أُسرة ميسورة الحال. يشتغل أربعة من أشقائها كمُهندسين، وهي نفس مهنة أبيها وجدها. تُقيم نانا كاغا في كمبالا عاصمة أوغندا مع أطفالها الثلاثة، وهي تُتقن اللغة الإنجليزية واللوغندية.

## أعمالها

### كممثلة

#### السينما
| السنة | عُنوان الفيلم بالعربية       | العُنوان الأصلي للفيلم           | الدور             | المُخرج       | مُلاحظات           |
| ----- | --------------------------- | ------------------------------- | ----------------- | ------------ | ----------------- |
| 2009  | ستار تريك                   | Star Trek                       | عضو طاقم المؤسسة  | جي جي أبرامز | باراماونت بيكتشرز |
| 2009  | هو ليس معجبا بك فحسب        | He's Just Not That into You     | إحدى ضيفات الحفلة | كين كوابيس   | يونيفرسال بيكشرز  |
| 2008  | يوم جيد لتكوني سوداء ومثيرة | A Good Day to Be Black and Sexy | كاندي             | دينيس دورتش  | ماغنوليا بيكتشرز  |
| 2007  | تصادم                       | Collision                       |                   |              | فيلم مستقل        |
| 2007  | التنزه                      | Hitch-hike                      |                   |              | فيلم مستقل        |
| 2007  | رعاة البقر والهنود          | Cowboys and Indians             | هندية             |              | فيلم قصير         |

#### المسلسلات
| السنة | عُنوان الفيلم بالعربية | العُنوان الأصلي للفيلم | الدور            | المُخرج            | نوع المُسلسل    | الشركة المُنتجة     |
| ----- | --------------------- | --------------------- | ---------------- | ----------------- | -------------- | ------------------ |
| 2014  | تحت الأكاذيب          | Beneath The Lies      | مُدعية عام        | جوزيف كاتشا كياسي | مُسلسل تلفزيوني | سافانا مون للإنتاج |
| 2008  | نجوم المدرج           | Runway Stars          | أنجل             |                   | مُسلسل ويب      |                    |
| 2008  | الحياة                | Life                  | فتاة سوداء جميلة |                   | مُسلسل تلفزيوني | إن بي سي           |
| 2007  | سي إس آي: نيويورك     | CSI: NY               | جوزفين ديلاكروا  | جو دانتي          | مُسلسل تلفزيوني | إن بي سي           |
| 2006  | نجوم بيت              | BET Stars             |                  |                   |                | بيت                |

### كعُضوة في طاقم العمل
| السنة | فيلم / مسلسل تلفزيوني | الدور                        | مُلاحظات                                                                | مراجع |
| ----- | --------------------- | ---------------------------- | ---------------------------------------------------------------------- | ----- |
|       | ميلا                  | كاتبة سيناريو، مخرجة         | سلسلة الويب                                                            |       |
| 2018  | تأملات                | كاتبة سيناريو، مُخرجة         | مسلسل تلفزيوني من بطولة كليوباترا كويروي، غلاديس أوينبوت، وحسين موشيما | [ 5 ] |
| 2016  | آخر نفس               | مُنتجة تنفيذية                | فيلم قصير                                                              |       |
| 2014  | تحت الأكاذيب          | كاتبة سيناريو، مُنتجة تنفيذية | مسلسل تلفزيوني                                                         | [ 6 ] |
| 2014  | كيف نراه              | مُقدمة البرنامج، مُخرجة، مُنتجة | برنامج حواري أوغندي                                                    |       |
| 2012  | الحياة                | مُخرجة ومُنتجة                 | فيلم روائي                                                             |       |

## روابط خارجية
نانا كاغا على موقع IMDb (الإنجليزية)
- نانا كاغا على موقع روتن توميتوز (الإنجليزية)
- نانا كاغا على موقع قاعدة بيانات الفيلم (الإنجليزية)